# Uperken
Uperken war ein kleines Volumenmaß für Flüssigkeiten in der Region Brüssel.
- Wein: 1 Uperken = 0,3385 Liter
- Wein: 1 Foudre = 6 Aimes = 144 Schreves = 288 Geltes = 576 Wein-Pots = 1152 Pintes/Pot-Wallons = 2304 Uperkens = 39316,8449 Pariser Kubikzoll = 779,904 Liter
- Bier: 1 Uperken = 0,32496 Liter
- Bier: 1 Ohm/Aime = 50 Stoop = 100 Pots = 200 Pintes = 400 Uperken = 1600 Verres/Gläser = 6552,8074 Pariser Kubikzoll = 129,984 Liter (ist dem Wein-Ohm gleich)